# Нечаев, Данила Вячеславович
Данила Вячеславович Нечаев (бел. Даніла Вячаслававіч Нячаеў; род. 30 октября 1999, Могилёв) — белорусский футболист, защитник клуба «Торпедо-БелАЗ». Выступал в национальной сборной Беларуси.

## Клубная карьера

### «Днепр» Могилёв
Воспитанник футбольной академии могилёвского «Днепра». Первым тренером футболиста был Яков Гдальевич Рыжавский. В 2018 году футболист подписал с могилёвским клубом свой первый профессиональный контракт. Новый сезон с основной командой начинал с матчей Кубка Беларуси, однако оставался на скамейке запасных. Затем футболист отправился выступать за дублирующий состав могилёвского клуба, где и выступал на протяжении всего сезона. За основную команду клуба футболист 24 ноября 2018 года в матче против минского «Динамо», выйдя на поле в стартовом составе. По итогу сезона футболист вместе с могилёвским клубом завершил чемпионат на итоговом последнем месте. В последствии могилёвский клуб был расформирован. Сам футболист успел провести за клуб всего лишь 2 матча, в которых результативными действиями не отличился.

### «Лида»
В марте 2019 года футболист футболист присоединился к новообразованному могилёвскому клубу «Дняпро», который был создан после объединения расформированного «Днепра» и минского «Луча». Затем футболист в марте 2019 года на правах арендного соглашения отправился выступать в «Лиду», которое было рассчитано до конца сезона. Дебютировал за клуб футболист 13 апреля 2019 года в матче против новополоцкого «Нафтана», выйдя на поле в стартовом составе. Дебютным забитым голом за клуб футболист отличился 20 апреля 2019 года в матче против минских «Крумкачей». На протяжении сезона футболист выступал за лидский клуб в роли одного из ключевых игроков, отличившись 2 забитыми голами. По окончании срока арендного соглашения футболист покинул клуб. В начале 2020 года «Дняпро» было расформировано и футболист получил статус свободного агента.

### «Белшина»
В феврале 2020 года футболист на правах свободного агента присоединился к бобруйской «Белшине». В начале сезона футболист отправился выступать за дублирующий состав бобруйского клуба. Дебютировал за клуб футболист 10 мая 2020 года в матче против «Ислочи», выйдя на замену в начале второго тайма и отличившись своей первой результативной передачей. Дебютным забитым голом за клуб футболист смог отличиться 5 июля 2020 года в матче против столичного «Минска». По итогу сезона футболист вместе с клубом завершил чемпионат на итоговом предпоследнем месте, вылетев в Первую лигу. На протяжении сезона футболист выступал за бобруйский клуб в роли одного из ключевых игроков, отличившись своим забитым голом и 7 результативными передачами во всех турнирах.

### БАТЭ

#### Сезон 2021
В январе 2021 года футболист присоединился к борисовскому БАТЭ. Дебютировал за клуб футболист 2 марта 2021 в матче за Суперкубок Беларуси против солигорского «Шахтёра», которому уступили в серии пенальти. Первый матч в чемпионате футболист сыграл 14 марта 2021 года против «Слуцка», выйдя на поле в стартовом составе. По итогу четвертьфинальных матчей Кубка Беларуси футболист вместе с клубом победили «Витебск», выйдя в полуфинал турнира. Первым результативным действием за клуб футболист отличился 15 мая 2021 года в матче против брестского «Руха», отдав голевую передачу. Вместе с клубом футболист стал обладателем Кубка Беларуси, где в финале 23 мая 2021 года победили «Ислочь». В июле 2021 года футболист вместе с клубом отправились на квалификационные матчи Лиги конференций УЕФА. Дебютный матч в рамках еврокубкового турнира футболист сыграл 22 июля 2021 года против батумского «Динамо», выйдя на поле в стартовом составе и одержав минимальную победу. В ответном матче 29 июля 2021 года батумское «Динамо» оказалось сильнее и прошло в следующий раунд квалификаций. По итогу сезона футболист вместе с клубом стал серебряным призёром чемпионата. На протяжении сезона футболист выступал за борисовский клуб в роли ключевого игрока, отличившись 2 результативными передачами.

#### Сезон 2022
В начале 2022 года футболист продолжил готовиться к сезону с борисовским клубом. Новый сезон футболист начал 5 марта 2022 года с победы за Суперкубок Беларуси, победив солигорский «Шахтёр». Затем футболист вместе с клубом в рамках четвертьфинальных матчей Кубка Беларуси победил жодинский «Торпедо-БелАЗ» выйдя в полуфинал турнира.  Первый матч в чемпионате футболист сыграл 20 марта 2022 года против мозырской «Славии», выйдя на поле в стартовом составе. В полуфинальных матчах Кубка Беларуси футболист вместе с клубом победили гродненский «Неман» и вышли в финал турнира. Дебютным забитым голом за клуб футболист отличился 8 мая 2022 года в матче против «Витебска». В финале Кубка Беларуси футболист вместе с клубом уступили «Гомелю», став серебряными призёрами турнира. В июле 2021 года футболист вместе с клубом отправился на квалификационные матчи Лиги конференций УЕФА. Первый матч в рамках еврокубкового турнира футболист сыграл 21 июля 2022 года против турецкого «Коньяспора», выйдя на поле в стартовом составе. В ответном матче 28 июля 2022 года турецкий «Коньяспора» также оказался сильнее и вышел в следующий раунд квалификаций. По итогу сезона футболист вместе с клубом стал бронзовым призёром чемпионата. На протяжении сезона футболист выступал за клуб в роли одного из ключевых игроков, отличившись забитым голом и результативной передачей. Также футболист попал в символическую сборную прошедшего чемпионата.

#### Сезон 2023
В декабре 2022 года футболист приступил к подготовке новому сезону с борисовским клубом. Первый матч в новом сезоне футболист сыграл 4 марта 2023 года в рамках четвертьфинала Кубка Беларуси против бобруйской «Белшины», отличившись также первой в сезоне результативной передачей. Затем в марте 2023 года появилась информация, что футболист покинул борисовский клуб в связи с запретом от Министерства спорта Беларуси выступать в Высшей лиге. Позже футболист официально не попал в заявку клуба на сезон. Первую половину сезона футболист продолжал находиться в распоряжении борисовского клуба, ожидая возможность получить разрешение на выступление в чемпионате. В июле 2023 года футболист подписал новый контракт с борисовским клубом, однако не был внесён в заявку клуба для участия в чемпионате. Позже футболист получил возможность вернуться на поле решением специальной комиссии. В июле 2023 года футболист вместе с клубом отправился на квалификационные матчи Лиги чемпионов УЕФА, где победили албанский «Партизани», но уступили лимасольскому «Арису», отправившись в квалификации Лиги Европы УЕФА где уступили тираспольскому «Шерифу». В квалификационном раунде Лиги конференций УЕФА футболист вместе с клубом уступил по сумме матчей косоварскому «Балкани» и закончил еврокубковую компанию. Первый матч в чемпионате футболист сыграл 3 сентября 2023 года против брестского «Динамо», выйдя на поле в стартовом составе. По итогу сезона футболист вместе с клубом завершил чемпионат на итоговом пятом месте. В декабре 2023 года появилась информация, что футболист не будет продлевать контракт с борисовским клубом. В конце декабря 2023 года футболист официально покинул клуб.

### «Торпедо-БелАЗ»
В феврале 2024 года футболист перешёл в жодинское «Торпедо-БелАЗ». Новый сезон футболист начал 2 марта 2024 года с победы за Суперкубок Беларуси, в серии пенальти победив минское «Динамо», однако на поле так и не вышел. Дебютировал за клуб футболист 6 марта 2024 года в четвертьфинальном матче Кубка Беларуси против солигорского «Шахтёра», выйдя на поле в стартовом составе. Первый матч в чемпионате футболист сыграл 17 марта 2024 года против дзержинского «Арсенала», выйдя на поле в стартовом составе. Первым результативным действием за клуб футболист отличился 13 апреля 2024 года в матче против борисовского БАТЭ, отдав голевую передачу. По итогу полуфинальных матчей Кубка Беларуси футболист вместе с клубом уступил «Ислочи», завершив своё выступление на турнире. В июле 2024 года футболист вместе с клубом отправился на квалификационные матчи Лиги конференций УЕФА, где по сумме матчей уступили молдавскому клубу «Милсами». По итогу сезона футболист вместе с клубом стал бронзовым призёром чемпионата. На протяжении сезона футболист выступал за клуб в роли одного из ключевых игроков, отличившись 2 результативными передачами.
В январе 2025 года футболист продлил контракт с жодинским клубом ещё на сезон. Новый сезон футболист начинал с победы в четвертьфинальных матчах Кубка Беларуси, где по сумме матчей победили брестское «Динамо». Первый матч в чемпионате футболист сыграл 15 марта 2025 года против «Гомеля», выйдя на поле в стартовом составе и отличившись своим дебютным забитым голом. В полуфинале Кубка Беларуси футболист вместе с клубом победили клуб «МЛ Витебск» и вышли в финал турнира. В финале Кубка Беларуси футболист вместе с клубом уступили гродненскому «Неману» и стал серебряным призёром турнира.

## Карьера в сборной
Впервые получил вызов сборную Беларуси главным тренером Михаилом Мархелем для участия в товарищеском матче против сборной Гондураса (24 марта 2021) и в матчах отборочного турнира чемпионата мира 2022 года против сборной Эстонии (27 марта 2021) и сборной Бельгии (30 марта 2021). 24 марта 2021 года дебютировал в сборной Беларуси в домашнем товарищеском матче против сборной Гондураса (1:1), выйдя на замену на 46-й минуте вместо Романа Юзепчука.

## Достижения
БАТЭ
- Обладатель Кубка Беларуси : 2020/21
- Обладатель Суперкубка Беларуси : 2022

«Торпедо-БелАЗ»
- Обладатель Суперкубка Беларуси: 2024

## Статистика выступлений

### Клубная статистика
| Выступление      | Выступление      | Выступление      | Лига | Лига | Кубки | Кубки | Конт. кубки | Конт. кубки | Итого | Итого |
| Клуб             | Лига             | Сезон            | Игры | Голы | Игры  | Голы  | Игры        | Голы        | Игры  | Голы  |
| ---------------- | ---------------- | ---------------- | ---- | ---- | ----- | ----- | ----------- | ----------- | ----- | ----- |
| Днепр (Могилёв)  | Высшая лига      | 2018             | 2    | 0    | 0     | 0     | —           | —           | 2     | 0     |
| Днепр (Могилёв)  | Итого            | Итого            | 2    | 0    | 0     | 0     | 0           | 0           | 2     | 0     |
| → Лида           | Первая лига      | 2019             | 25   | 2    | 2     | 0     | —           | —           | 27    | 2     |
| → Лида           | Итого            | Итого            | 25   | 2    | 2     | 0     | 0           | 0           | 27    | 2     |
| Белшина          | Высшая лига      | 2020             | 19   | 1    | 1     | 0     | 0           | 0           | 20    | 1     |
| Белшина          | Итого            | Итого            | 19   | 1    | 1     | 0     | 0           | 0           | 20    | 1     |
| БАТЭ             | Высшая лига      | 2021             | 24   | 0    | 3     | 0     | 0           | 0           | 27    | 0     |
| БАТЭ             | Итого            | Итого            | 24   | 0    | 3     | 0     | 0           | 0           | 27    | 0     |
| Всего за карьеру | Всего за карьеру | Всего за карьеру | 70   | 3    | 6     | 0     | 0           | 0           | 76    | 3     |